# 裸露核糖病毒科
裸露核糖病毒科（學名：Narnaviridae）又名裸露核糖核酸病毒科、裸露RNA病毒科，屬於正核糖病毒界、光滑裸露病毒门，也是，是一類正链核糖核酸病毒。此类病毒的特点是没有衣壳，自然宿主是真菌。至2015年为止共发现有7个物种，在裸露核糖核酸病毒科下分为两个属。

## 分類
本科目前也是二十病毒綱（Amabiliviricetes）及元素病毒目（Wolframvirales）的唯一已知的一科，其下包含兩個屬：
- 裸露核糖核酸病毒屬 Narnavirus
- 線粒體病毒屬 Mitovirus